# MAL Magyar Aluminium
MAL Magyar Alumínium Termelő és Kereskedelmi Zrt. — венгерская государственная алюминиевая компания.

## История
Компания  основана в 1995 году в ходе приватизации алюминиевой промышленности Венгрии. В период приватизации (венг.) в состав компании вошли несколько предприятий отраслевого значения (бокситовые рудники в Баконьских горах, Айкайский глинозёмный завод (венг.), Инотский алюминиевый завод), в тот же период компания была преобразована в акционерное общество.
Перерабатывая весь объём, добываемых в Венгрии, бокситов в гидрат и глинозём различного качества и степени переработки, компания стала в одним из крупнейших промышленных предприятий Венгрии. Предприятие экспортирует 70-75 % своей продукции в страны Западной Европы.
В 1997—1998 годах проведена реорганизация компании, которая привела к созданию бизнес-подразделений по информации о продукции, созданию независимой системы учета для подразделений, и значительному сокращению операционных расходов. Компания была разделена на несколько подразделений, включая MAL-Product S.R.L. в Румынии и Handels GmbH (MAL-Deutschland GmbH) в Германии.
В 2001 году, после покупки компании SILKEM d.o.o. (Кидричево (словен.), Словения) по производству цеолита, MAL была реструктуризирована.
В 2004 году MAL приобрела контрольный пакет акций боснийской компании по добыче бокситов Rudnici Boksita Jajce. В июне 2005 года компания переняла у Bakonyi Bauxitbánya Kft. добычу бокситов под землей. 31 января 2006 года алюминиевый завод в Иноте был закрыт из-за высоких цен на электроэнергию, но в то же время были построены два новых завода по переработке лома.
1 июня 2007 года компания INOTAL Aluminum Processing Ltd. продала MAL свои мощности по производству алюминиевых полуфабрикатов, работающие в г. Инота (венг.).
Ранним утром 4 октября 2010 произошла авария на глинозёмном заводе в Айке. Из-за обрушения дамбы хвостохранилища произошёл выброс жидкого красного шлама объёмом около 700000 м³. Шлам разлился на территории около 40 км², попал в реку Торна, приток реки Марцаль и затопил несколько зданий в деревне Колонтар и городе Девечер. Погибли 10 человек, нанесён значительный материальный ущерб.
12 октября 2010 года компания национализирована правительством. Решением правительства Венгрии, обнародованным 5 ноября, MAL Zrt. признана виновной в катастрофе, произошедшей 4 октября. (Постановление правительства не является законом, оно не может предписывать нормы, которые должны соблюдаться третьими сторонами, поэтому его можно рассматривать лишь как руководство для членов правительства и государственных органов.)
Активы MAL приобрела компания IC Profil в октябре 2014 года. Производство на глинозёмном заводе в Айке было остановлено.